# Метод помидора

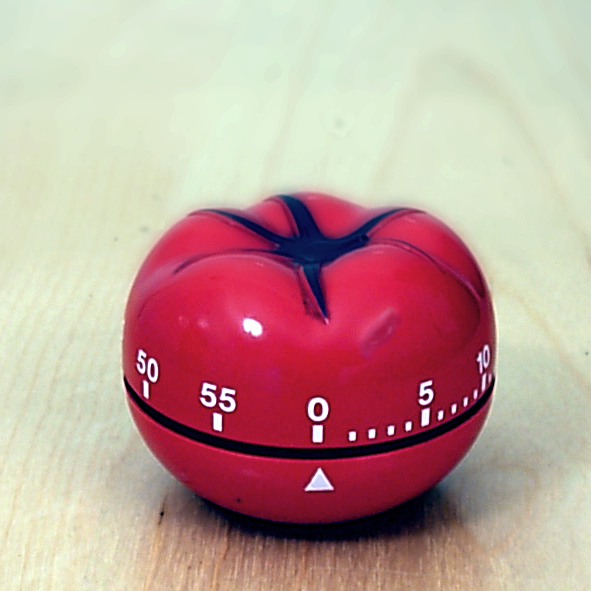
Кухонный таймер-помидор, в честь которого назван метод.

«Метод помидора» (итал. tecnica del pomodoro) — техника управления временем, предложенная Франческо Чирилло в конце 1980-х. Методика предполагает увеличение эффективности работы при меньших временных затратах за счёт глубокой концентрации и коротких перерывов. В классической технике отрезки времени — «помидоры» длятся полчаса: 25 минут работы и 5 минут отдыха.

## Базовые принципы
1. Определитесь с задачами, которые планируете выполнять, расставьте приоритеты (см. матрица Эйзенхауэра)
2. Установите таймер на 20-25 минут.
3. Работайте, ни на что не отвлекаясь, до сигнала таймера
4. Сделайте короткий перерыв (5 минут).
5. После каждого 4-го «помидора» делайте длинный перерыв (15-30 минут).

## Инструментарий
Создатель метода и другие поощряют низкотехнологичный подход с использованием механического таймера, бумаги и карандаша. Физическое заведение таймера подчёркивает решимость пользователя взяться за задачу, тиканье напоминает, что время идёт, а звонок сообщает о перерыве. Поток и внимание ассоциируются с этими физическими стимулами. Тем не менее, существует ряд приложений для работы с методом.

## Борьба с отвлекающими факторами
Чирилло настаивал на том, что любой отвлекающий фактор можно отложить на 20-25 минут и не рекомендовал ставить таймер на паузу. Если вы не можете ждать, нужно отключить таймер, сделать то, что вам нужно и снова вернуться к работе, запустив таймер сначала.
Для того, чтобы не допускать прокрастинации, не рекомендуется выключать таймер раньше даже после окончания работы над конкретной задачей: следует заняться следующим вопросом или дальнейшим планированием.